# (7023) Heiankyo
(7023) Heiankyo est un astéroïde de la ceinture principale.

## Description
(7023) Heiankyo est un astéroïde de la ceinture principale. Il fut découvert le 25 mai 1992 à Dynic par Atsushi Sugie. Il présente une orbite caractérisée par un demi-grand axe de 2,45 UA, une excentricité de 0,14 et une inclinaison de 7,6° par rapport à l'écliptique.

## Compléments